# Olympische Sommerspiele 1996/Teilnehmer (Dschibuti)
| Gelbes Symbol für Goldmedaillen mit stilisierten Olympischen Ringen | Graues Symbol für Silbermedaillen mit stilisierten Olympischen Ringen | Braundes Symbol für Bronzemedaillen mit stilisierten Olympischen Ringen |
| ------------------------------------------------------------------- | --------------------------------------------------------------------- | ----------------------------------------------------------------------- |
| —                                                                   | —                                                                     | —                                                                       |

Dschibuti nahm bei den Olympischen Sommerspielen 1996 in der US-amerikanischen Metropole Atlanta mit fünf Sportlern in vier Wettbewerben in zwei Sportarten teil.
Seit 1984 war es die vierte Teilnahme Dschibutis bei Olympischen Sommerspielen.

## Flaggenträger
Der Marathonläufer Ahmed Salah trug die Flagge Dschibutis während der Eröffnungsfeier am 19. Juli im Centennial Olympic Stadium.

## Teilnehmer
Jüngste Teilnehmer Dschibutis war der Leichtathlet Ali Ibrahim mit 25 Jahren und 165 Tagen, der älteste war Ahmed Salah mit 39 Jahren und 217 Tagen, der ebenfalls in der Leichtathletik startete.
| Name            | Alter | Geschlecht | Sportart       | Resultat(e)                                 |
| --------------- | ----- | ---------- | -------------- | ------------------------------------------- |
| Robleh Ali Adou | 32    | männlich   | Segeln         | Platz 46 im Windsurfen                      |
| Ali Ibrahim     | 25    | männlich   | Leichtathletik | Platz 10 im zweiten Vorlauf über 1500 Meter |
| Omar Moussa     | 35    | männlich   | Leichtathletik | Marathon                                    |
| Ahmed Salah     | 39    | männlich   | Leichtathletik | Platz 42 im Marathon                        |
| Mohamed Youssef | 31    | männlich   | Segeln         | Platz 55 im Laser                           |